# Te Haumi (Neuseeland)
Te Haumi ist eine kleine ehemalige Siedlung der Māori im Far North District der Region Northland auf der Nordinsel von Neuseeland.

## Geographie
Die Siedlung befindet sich rund 3,5 km südlich von Paihia und ist heute der Siedlung Opua zugehörig. Das Department Land Information New Zealand (LINZ) führt Te Haumi zwar noch in seiner Datenbank als Lokalität, auf Karten ist die Siedlung aber meistens nicht mehr zu finden.